# Oliver Johansson
Erik Oliver Johansson, född 26 juli 2003 i Sundsvall, är en svensk professionell ishockeyspelare som spelar för Linköping HC i SHL. Hans moderklubb är Njurunda SK och han spelade ungdoms- och juniorishockey för Timrå IK. Han gjorde seniordebut för klubben i Hockeyallsvenskan säsongen 2020/21 och var med om att ta klubben till SHL. Två säsonger senare tog han ett SM-brons med Timrås J20-lag. Under sin tid i klubben blev han också under en period utlånad till IF Björklöven i Hockeyallsvenskan. Sedan april 2025 tillhör han Linköping HC.
Johansson NHL-draftades 2021 av Ottawa Senators i den tredje rundan som 93:e spelare totalt.

## Karriär
Johansson påbörjade sin ishockeykarriär i moderklubben Njurunda SK och spelade i klubbens ungdoms- och juniorsektioner fram till och med säsongen 2016/17. Därefter anslöt han som 14-åring till Timrå IK:s ungdoms- och juniorversamhet. Säsongen 2020/21 varvade han spel i föreningens J18- och J20-lag. Han gjorde samtidigt debut, den 13 februari 2021, med seniorlaget i Hockeyallsvenskan under en 3–2-seger mot Kristianstads IK. Månaden därpå, den 12 mars, gjorde han sitt första mål i Hockeyallsvenskan, på Henrik Lundberg, i en 2–3-seger mot Västerviks IK. Han spelade totalt fem grundseriematcher där han stod för tre mål. I det följande Hockeyallsvenska slutspelet tog sig Timrå till final där man besegrade IF Björklöven med 4–1 i matcher och därmed avancerade till SHL. Johansson spelade sju av dessa slutspelsmatcher.
Den 18 juni 2021 meddelades det att Johansson skrivit ett tvåårsavtal med Timrå IK. Månaden därpå NHL-draftades han av Ottawa Senators i den tredje rundan som 93:e spelare totalt. Den följande säsongen gjorde Johansson SHL-debut den 21 oktober 2021 i en 2–3-förlust mot Linköping HC. Han spelade totalt 14 matcher i SHL denna säsong där han gick poänglös ur samtliga. Johansson spelade istället större delen av säsongen med Timrås J20-lag där han vann lagets interna skytteliga; 19 mål på 33 matcher. Säsongen 2022/23 inledde Johansson med att spela sex matcher för Timrå, dock utan att noteras för några poäng. Den 7 oktober 2022 meddelades det att Johansson förlängt sitt avtal med Timrå med ytterligare två säsonger. Samtidigt stod det klart att han lånats ut till IF Björklöven i Hockeyallsvenskan för återstoden av säsongen. Han spelade 27 matcher för klubben (sex mål, tre assist) och lämnade Björklöven i januari 2023 efter att ha ådragit sig en fotskada under en match mot Kristianstads IK. Han återvände till Timrå där han avslutade säsongen med dess J20-lag. Laget tog sig till semifinalspel där man föll mot Leksands IF med 3–0. I den följande matchen om tredjepris stod Johansson för ett mål då Djurgårdens IF besegrades med 2–5.
Säsongen 2023/24 kom att bli Johanssons första kompletta i SHL; han missade endast en av grundseriens 52 matcher. Den 7 oktober 2023 noterades han för sitt första SHL-mål, på Marcus Högberg, i en 2–3-förlust mot Linköping HC. Timrå slutade på åttonde plats i grundserien där Johansson totalt stod för fem mål och tre assist. I det följande SM-slutspelet slogs laget omgående ut av Rögle BK med 2–0 i matcher. I april 2024 tilldelades Johansson pris för "årets mål" vid SHL Awards. Säsongen 2024/25 spelade han 47 grundseriematcher för Timrå och noterades för två mål och fem assistpoäng. I början av 2025 ådrog han sig en skada vilken höll honom från spel ett antal matcher; därefter minskade Johanssons istid och han var också stundom bänkad. Laget slutade på sjätte plats i grundserien och i SM-slutspelet slogs laget ut i kvartsfinalserien av Frölunda HC med 4–2 i matcher.
Den 10 april 2025 bekräftades det att Johansson lämnat Timrå då han skrivit ett tvåårsavtal med seriekonkurrenten Linköping HC.

## Statistik
| 2020–21                  | Timrå IK                 | HA                       | 5   | 3 | 0 | 3  | 0  | 7 | 0 | 0 | 0 | 0 |
| 2021–22                  | Timrå IK                 | SHL                      | 14  | 0 | 0 | 0  | 0  | — | — | — | — | — |
| 2022–23                  | Timrå IK                 | SHL                      | 6   | 0 | 0 | 0  | 0  | — | — | — | — | — |
| 2022–23                  | IF Björklöven            | HA                       | 27  | 6 | 3 | 9  | 6  | — | — | — | — | — |
| 2023–24                  | Timrå IK                 | SHL                      | 51  | 5 | 3 | 8  | 4  | 2 | 0 | 0 | 0 | 0 |
| 2024–25                  | Timrå IK                 | SHL                      | 47  | 2 | 5 | 7  | 10 | 6 | 0 | 0 | 0 | 2 |
| SHL totalt               | SHL totalt               | SHL totalt               | 118 | 7 | 8 | 15 | 14 | 8 | 0 | 0 | 0 | 2 |
| Hockeyallsvenskan totalt | Hockeyallsvenskan totalt | Hockeyallsvenskan totalt | 32  | 9 | 3 | 12 | 6  | 7 | 0 | 0 | 0 | 0 |